# Proseriphus viridis
Proseriphus viridis är en skalbaggsart som först beskrevs av Bates 1864.  Proseriphus viridis ingår i släktet Proseriphus och familjen långhorningar. Inga underarter finns listade i Catalogue of Life.